# Seán O’Casey
Seán O’Casey (irl. Seán Ó Cathasaigh; ur. 30 marca 1880 w Dublinie, zm. 18 września 1964 w Torquay) – irlandzki dramaturg i eseista, oddany socjalista; jako pierwszy poruszał kwestię klasy pracującej Dublina.

## Życiorys
Seán O’Casey urodził się jako John Casey lub John Cassidy, w Dublinie przy ulicy Upper Dorset 85, w rodzinie średniej klasy. Jednakże śmierć jego ojca, Michaela Caseya w 1886 roku zmusiła jego matkę i brata Archiego do ciągłych zmian lokum. Bracia parali się wieloma pracami, aby zarobić na życie. Od wczesnych lat 1890. przedstawiali sztuki Diona Doucicault oraz Williama Shakespeare’a.
W 1906 roku O’Casey wstąpił do Ligi Gaelickiej i nauczył się języka gaelickiego, jak również grania na dudach, założył także St. Laurence OToole Pipe Band, której został sekretarzem. Dołączył do Irlandzkiego Bractwa Republikańskiego, chcąc wspierać interesy i prawa klasy pracującej Dublina.
Rok 1914 przyniósł mu krótkotrwałą karierę sekretarza generalnego Irlandzkiej Armii Obywatelskiej, które to stanowisko zostało przejęte przez Jamesa Connolly’ego.
Pierwszą sztuką, którą udało mu się wystawić była The Shadow of a Gunman w 1923 roku w Abbey Theatre.
Zmarł w angielskim Torquay na atak serca, przeżywszy lat 84.

## Publikacje
- The Harvest Festival (1918)
- The Shadow of a Gunman (1923)
- Kathleen Listens in (1923)
- Juno and the Paycock (1924)
- Nannie's Night out (1924)
- The Plough and the Stars (1926)
- The Silver Tassie (1927)
- Within the Gates (1934)
- The End of the Beginning (1937)
- A Pound on Demand (~1930th)
- The Star Turns Red (1940)
- Red Roses for Me (1942)
- Purple Dust (1940/ 1945)
- Oak Leaves and Lavender
- Cock A Doodle Dandy (1949)
- Hall of Healing (1951)
- Bedtime Story (1951)
- The Bishop's Bonfire (1955)
- Behind The Green Curtains (1961)
- Autobiografie (6 tomów):
  - I Knock at the Door
  - Pictures in the Hallway
  - Drums Under the Window
  - Inishfallen Fare Thee Well
  - Rose and Crown
  - Sunset and Evening Star